# Neopucroliella
Neopucroliella is een geslacht van hooiwagens uit de familie Gonyleptidae.
De wetenschappelijke naam Neopucroliella is voor het eerst geldig gepubliceerd door Roewer in 1931. 

## Soorten
Neopucroliella omvat de volgende 7 soorten:
- Neopucroliella bruchi
- Neopucroliella calamuchitaensis
- Neopucroliella extraordinaria
- Neopucroliella mesembrina
- Neopucroliella nonoensis
- Neopucroliella pertyi
- Neopucroliella sanctiludovici